# Plionictis
Plionictis — вимерлий рід хижих, що жив у США, Канаді й Мексиці (18 колекцій). Рід містить такі види: Plionictis buwaldi, Plionictis gazini, Plionictis kinseyi, Plionictis oaxacaensis, Plionictis ogygia, Plionictis oregonensis.